# غیرعلنی
مینی سریال «غیرعلنی» در ۱۱ قسمت ۴۵ دقیقه‌ای به قلم مهدی حمزه و حسین تراب نژاد با کارگردانی مهرداد خوشبخت و تهیه‌کنندگی رضا جودی از تاریخ ۲۴ بهمن ۹۴ از شبکه دو پخش می‌شود

## خلاصه داستان
داستان این سریال مربوط به رقابت انتخاباتی سه جوان است که یکی از آن‌ها عشق به یک دختر را در دل دارد و پیروزی خود را در انتخابات به منزله اثبات خود به خانواده دختر می‌داند

## بازیگران
- برزو ارجمند پسر حاج عباس و  حسابدار  مغاره کریمی وکاندید  مجلس
- بهاره رهنما دختر عمه و خواهر  امیر رضا کریمی
- متین ستوده دختر عنایت معاون فرماندار  و خبرنگار
- علی دهکردی علی رضا چشم زاده وکیل مجلس وکاندید  مجلس
- علیرضا جلالی‌تبار دکتر  وکاندید  مجلس
- شهرام عبدلی ریس ستاد انتخاباتی علی رضا  چشم زاده و برادر زن
- مهران رجبی معاون مغازه کریمی
- محمد فیلی ریس مغازه  کریمی
- محمد عمرانی معاون فر ماندار و پدر حانیه
- شهین تسلیمی مادر امیر رضا  کریمی و زن عباس کریمی
- افشین نخعی ریس خبر نگاری
- مریم سرمدی زن معاون فر ماندار  ومادر ریحانه
- افشین سنگ‌چاپ عضو ستاد انتخاباتی چشم زاده
- عزت‌الله رمضانی‌فر عمو دکتر رسول پورنیا
- پریسا مقتدی زن دکتر پورنیا کاندید مجاس
- روح‌الله مفیدی فرماندار
- مرتضی زارع کارگر خیابینب
- مالک سراج کلاهبرار
- شکوفه هاشمیان زن علی زضا جشمه زاده

## عوامل
- تهیه‌کننده: رضا جودی
- نویسندگان :مهدی حمزه و حسین تراب نژاد